# إسكا تي في
إسكا تي في (بالإنجليزية: Eska TV) هي قناة بولندية مجانية موسيقية مخصصة للأغاني 24 ساعة على 24 ساعة ومقرها بولندا، تأسست في (8 من أغسطس عام 2008)، كانت بداية بثها عبر الإنترنت فقط حتى (28 مايو 2009) حيث بدأت بثها على الأقمار الإصطناعية.